# Carrer del Marqués de Cubas

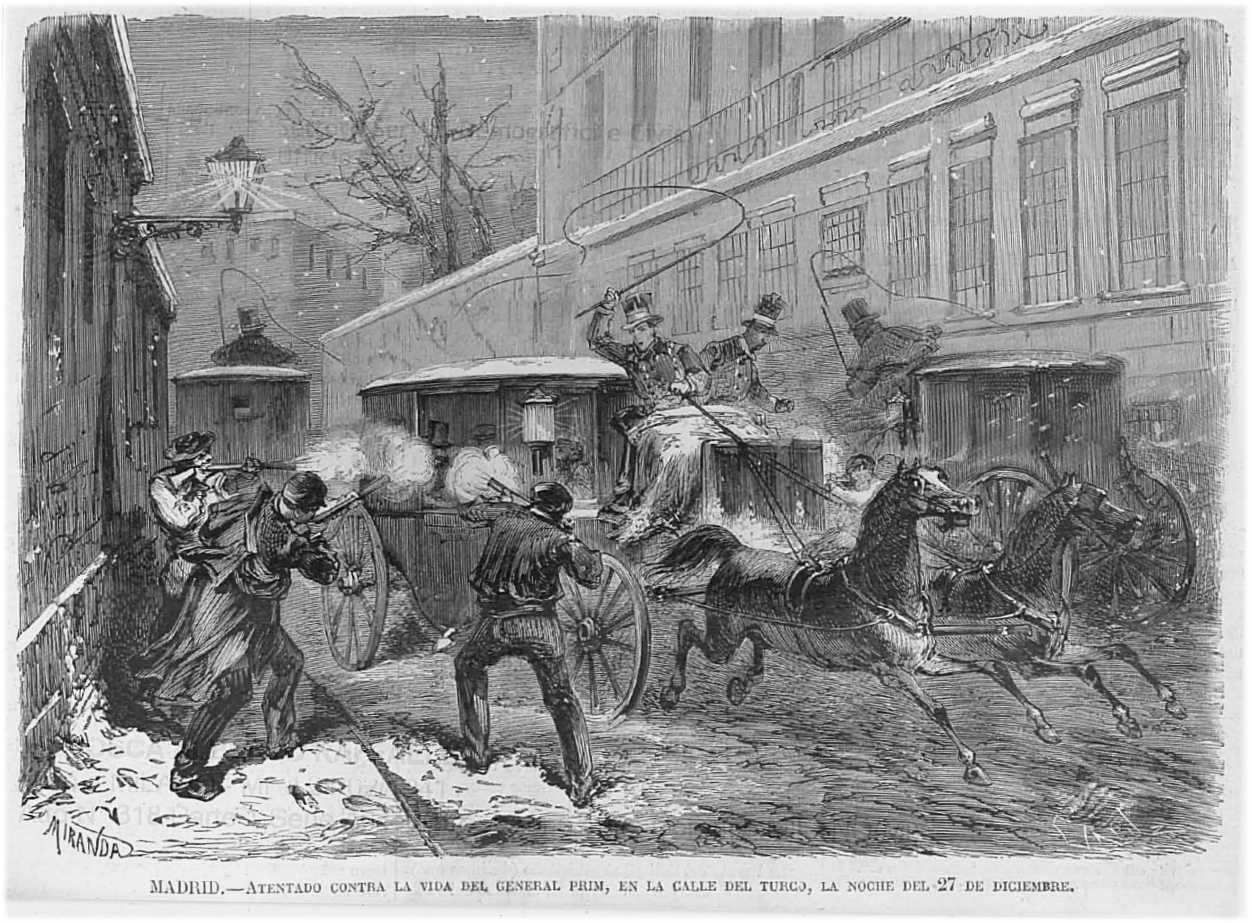
Atemptat contra la vida del general Joan Prim i Prats al carrer del Turco, la nit del 27 de desembre de 1870.

El carrer del Marqués de Cubas, abans el carrer del Turco, és un carrer del districte Centro de Madrid.
Comença en la carrera de San Jerónimo, per darrere de l'antic palau de Villahermosa, que alberga, des de la seva inauguració el 1992, el museu Thyssen-Bornemisza i acaba en la carrer d'Alcalá, en un lateral de l'actual edifici del Banc d'Espanya. Té creus amb els carrers de Zorilla i dels Madrazo, ambdós carrers acaben en el passeig del Prado.
La Reial Acadèmia de Jurisprudència i Legislació té la seu en el número 13 del carrer.

## Història

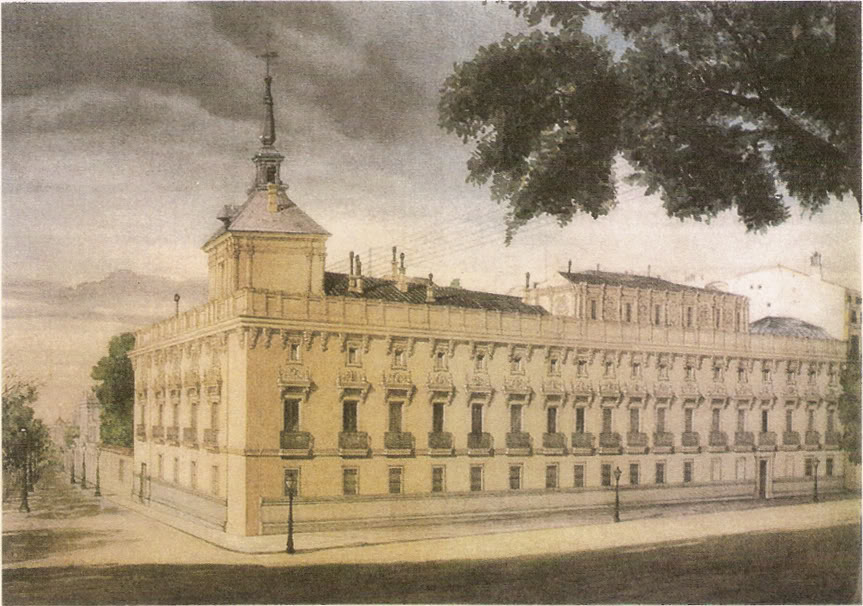
El desaparegut palau d'Alcañices, en una aquarel·la de Juan Zapater.

En el solar entre el carrer del Turco i el passeig del Prado, amb entrada al carrer d'Alcalá, tenia el seu corral de comèdies la companyia italiana Los Trufaldines abans de traslladar-se al Teatre de los Caños del Peral, edifici construït expressament per ells on actualment es troba el Teatro Real.
Cap a finals del segle xviii, es va construir en el mateix solar el palau d'Alcañices, i més tard el seu llavors amo, el duc de Sesto, encarregarà la seva reforma a Francisco de Cubas, el marquès de Cubas. En 1888, es construeix allí part de l'edifici de l'actual Banc d'Espanya, edifici que s'ampliaria en 2006 per incloure l'illa sencera, ampliació a càrrec de l'arquitecte Rafael Moneo, i que incorpora la seu de la desapareguda Banca García-Calamarte, que formava la cantonada de carrer Alcalá amb carrer del Marqués de Cubas.

### Atemptats
Al voltant de les 19:30 hores del 27 de desembre de 1870, el dia anterior a l'arribada prevista a Espanya d'Amadeu I, el general Joan Prim i Prats, president del Consell de Ministres i ministre de la Guerra, va sortir del palau de les Corts, i va emprendre la seva ruta habitual pel Carrer del Turco cap al palau de Buenavista, seu del Ministeri de la Guerra. La seva berlina (carruatge) va ser abordada per tres individus que van disparar sobre Prim, ferint-lo i a un dels seus ajudants. Encara que en un primer moment no es temia per la seva vida, Prim moriria de les seves ferides tres dies després.
El 13 d'abril de 1913 hi va patir un intent d'assassinat el rei Alfons XIII. Quan tornava a cavall d'un acte de jura de bandera de soldats a la plaça de Colón i passava per aquest carrer el jove anarquista Rafael Sancho Alegre li va engegar un tret de pistola, però només va ferir el cavall i fou detingut. En els interrogatoris va declarar que «volia venjar Ferrer» Fou condemnat a mort, però finalment li commutaren per cadena perpètua, encara que fou alliberat en 1931.

### Premsa
Fins al seu tancament pels falangistes en 1939, els periòdics Heraldo de Madrid i El Liberal de Madrid, ambdós pertanyents a la Sociedad Editora Universal, tenien llurs instal·lacions en els números 5 i 7 del carrer. Poc després, en els locals expropiats, es va instal·lar la redacció del diari Madrid, dirigit per Juan Pujol fins al seu trasllat a un nou edifici en 1947.

## Cultura popular
Benito Pérez Galdós esmenta el carrer del Turc a la primera pàgina de la seva novel·la sobre Amadeu I, que forma part dels Episodios Nacionales, al situar-se en la seva cantonada amb carrera de San Jerónimo per a veure passar el feteig del nou rei.